# Pfarrkirche Hart im Zillertal

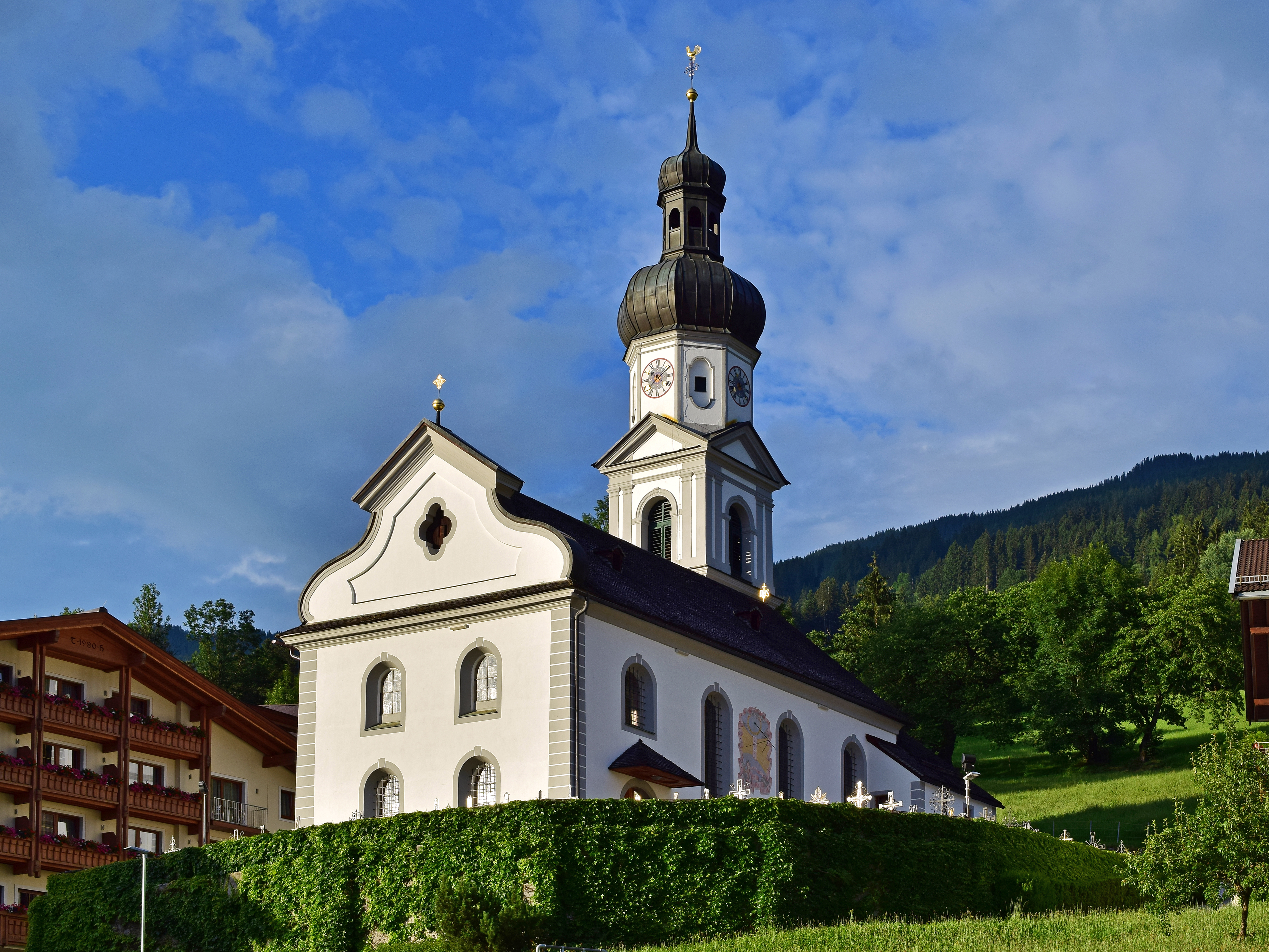
Kath. Pfarrkirche hl. Bartholomäus in Hart im Zillertal

Die römisch-katholische Pfarrkirche Hart im Zillertal steht, umgeben von einem Friedhof im Weiler Hart der Gemeinde Hart im Zillertal im Bezirk Schwaz in Tirol. Sie ist dem heiligen Bartholomäus geweiht und gehört zum Dekanat Zell am Ziller in der Erzdiözese Salzburg. Das Bauwerk steht unter Denkmalschutz.

## Geschichte
Die Kirche wird 1486 erstmals urkundlich erwähnt. Seit 1604 ist Hart im Zillertal ein eigenständiges Vikariat, 1675 wurde die Kirche zur Pfarrkirche erhoben. Die heutige Kirche wurde in den Jahren 1734 und 1735 nach Plänen von Matthias Rangger unter Mitverwendung der gotischen Chormauern neu errichtet.

## Kirchenbau
Kirchenäußeres
Die Kirche ist ein barocker Saalbau mit gotischem Kern und Nordturm. Der Nordturm von 1735 hat einen Zwiebelhelm und weist architektonische Malereien auf. Über der westlichen Hauptfassade ist ein geschweifter Fassadengiebel. An der Südseite ist eine Sonnenuhr von 1734. Die Fenster sind rundbogig.
Kircheninneres

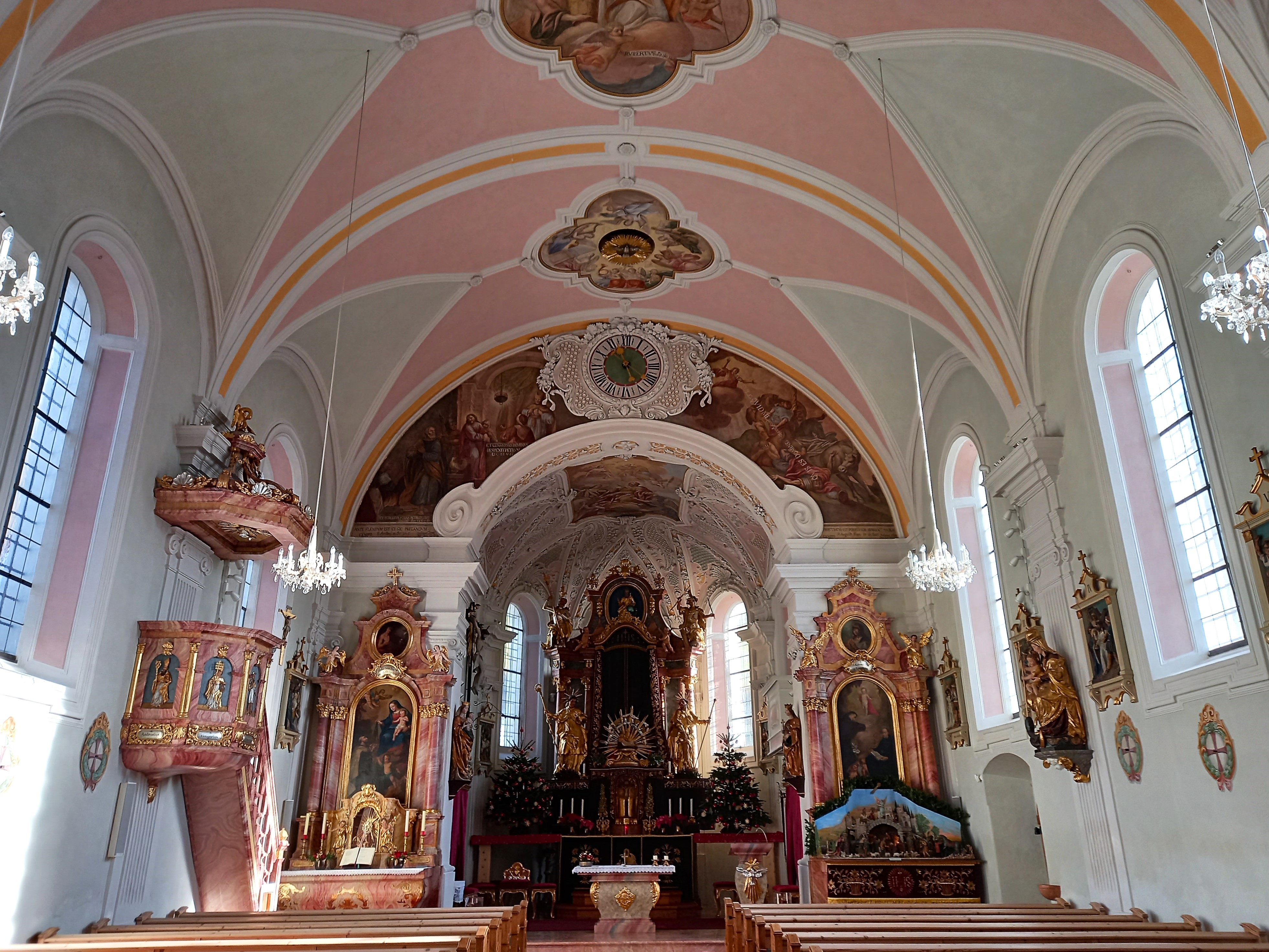
Blick zum Altar

Das Langhaus ist in vier Joche unterteilt. Der einjochige Chor ist eingezogen. Über Langhaus und Chor Tonnengewölbe mit Stichkappen, das auf flachen Diensten lagert. Diese sind mit bemerkenswertem Bandlwerkstuck verziert. Die Fresken stammen von Anton Kirchebner aus dem Jahr 1735. Im Chor ist die „Glorie des heiligen Bartholomäus“ dargestellt. Im Langhaus sind ein Engelsreigen sowie die Heiligen Rupert, Virgil, Pirim und Rochus dargestellt. Unter der Empore ist das „Letzte Abendmahl“ dargestellt.  Auf der linken Seite des Triumphbogens ist die „Reue Petri“ und auf der rechten Seite die „Bekehrung des Paulus“ dargestellt.

## Ausstattung

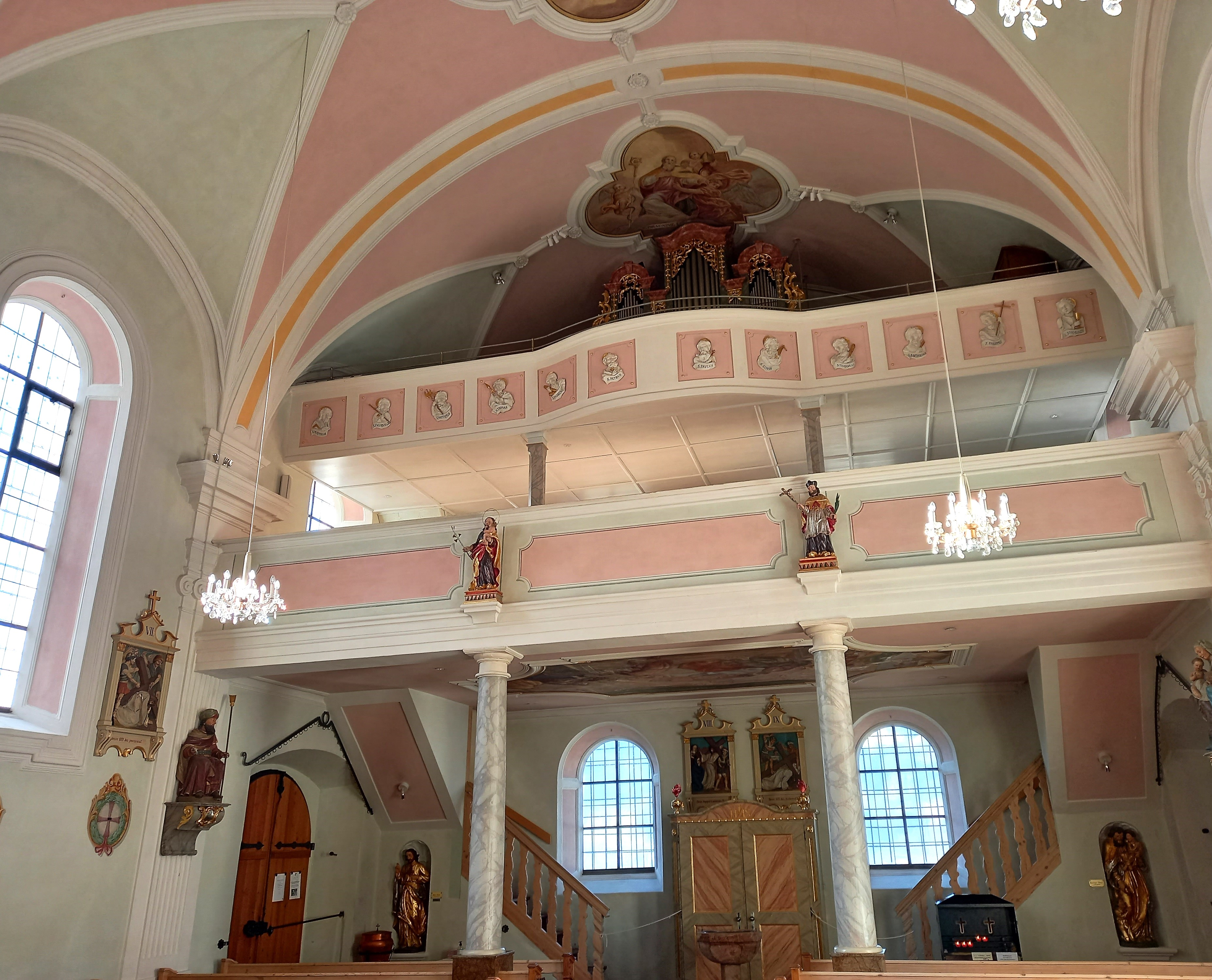
Empore mit Mauracher-Orgel

Der Hochaltar entstand um 1740. Das Altarbild zeigt den heiligen Bartholomäus. Es wurde 1748 von Anton Kirchebner gemalt. Es wird von Figuren der Heiligen Georg, Florian, Pirmin, und Rochus aus der Zeit um 1740 flankiert. Der Tabernakel wurde im Rokoko-Stil gefertigt.
Das Bild des linken Seitenaltares zeigt die „Übergabe des Skapuliers an den seligen Simon Stock“. Das Oberbild stellt den heiligen Johannes der Täufer dar. Das Oberbild wurde 1738 von Josef Michael Schmutzer gemalt.
Das Altarbild des rechten Seitenaltares zeigt den heiligen Antonius mit dem heiligen Leonhard. Das Oberbild von 1735 stellt die heilige Anna dar. Der Tabernakel wurde im Stil des Rokoko gefertigt.
Die Kanzel mit einem Relief der Kirchenlehrer entstand um 1780. Im  Chor ist ein Kruzifix aus dem 17. Jahrhundert. Der Taufstein von 1627 wurde urkundlich von Paul Röpfl gefertigt. Im Langschiff sind Figuren der Großeltern Jesu, Anna und Joachim von Franz Xaver Nissl aufgestellt. Die Figuren der Heiligen Familie wurden in der zweiten Hälfte des 20. Jahrhunderts von Tobias Plankensteiner geschaffen.

## Orgel
Der Orgelprospekt entstand um 1770 von Karl Mauracher.

## Glocken
Eine Glocke wurde Anfang des 15. Jahrhunderts gegossen, die zweite Glocke stammt von Gregor Löffler von 1555.